# 水口優也
水口 優也（みずぐち ゆうや、1991年3月22日 - ）は、日本中央競馬会（JRA）栗東トレーニングセンターに所属していた元騎手。

## 経歴
2007年4月にJRA競馬学校騎手課程第26期生として入学。2010年2月に卒業して騎手免許を取得した。同期には川須栄彦、菅原隆一、西村太一、高倉稜、平野優がいる。
卒業後は美浦トレーニングセンターの加藤征弘厩舎に所属し、2010年3月6日の中山第1レースで騎手デビュー。デビュー戦は14着だった。同年、6月27日の福島第6レースでビラゴーティアラに騎乗し、50戦目で初勝利を挙げた。その後11月にも勝利を挙げ、デビュー1年目は通算2勝で終えた。
2011年4月1日から加藤厩舎から離れ、フリーになる。その後徐々に関西での騎乗数を増やしていくようになる。2011年8月14日に北九州記念でメモリアルイヤーに騎乗し重賞初騎乗を果たす（12着）。
2012年7月、栗東に移籍し栗東でのフリーとなる。この年は自身初の年間二桁勝利となる11勝を挙げた。
2013年5月、栗東の小原伊佐美厩舎所属に所属する。翌年、小原厩舎の定年解散に伴い、再びフリーとなる。
2015年1月に栗東の石橋守厩舎に所属するが、5月に再びフリーとなる。
2018年1月に栗東の池江泰寿厩舎に所属を変更する。
馬主の山上和良の所有馬に騎乗することが多い。
2025年6月25日にJRAに騎手免許の取消申請をし、7月1日付で騎手を引退することを発表した。6月29日、小倉12Rの3歳上1勝クラスでオリエンタルキングに騎乗し、14着で現役ラスト騎乗を終えた。JRA通算2374戦84勝。
引退後は石川県金沢市の乗馬クラブで人材育成の職に就く。

## 騎乗成績
- JRA公式[12]およびnetkeiba[13]より

| 内容       | 日付          | 競馬場・開催  | 競走名     | 馬名             | 頭数 | 人気 | 着順 |
| ---------- | ------------- | ------------- | ---------- | ---------------- | ---- | ---- | ---- |
| 初騎乗     | 2010年3月6日  | 2回中山3日1R  | 3歳未勝利  | マザリーヌ       | 16頭 | 9    | 14着 |
| 初勝利     | 2010年6月27日 | 2回福島4日6R  | 3歳未勝利  | ビラゴーティアラ | 16頭 | 4    | 1着  |
| 重賞初騎乗 | 2011年8月14日 | 4回小倉6日11R | 北九州記念 | メモリアルイヤー | 16頭 | 12   | 12着 |

### 主な騎乗馬
- セカンドテーブル（2017年CBC賞2着）
- アイスバブル（2021年函館記念2着）
- フルム（2023年BSイレブン賞1着）